# 周宁县文物保护单位

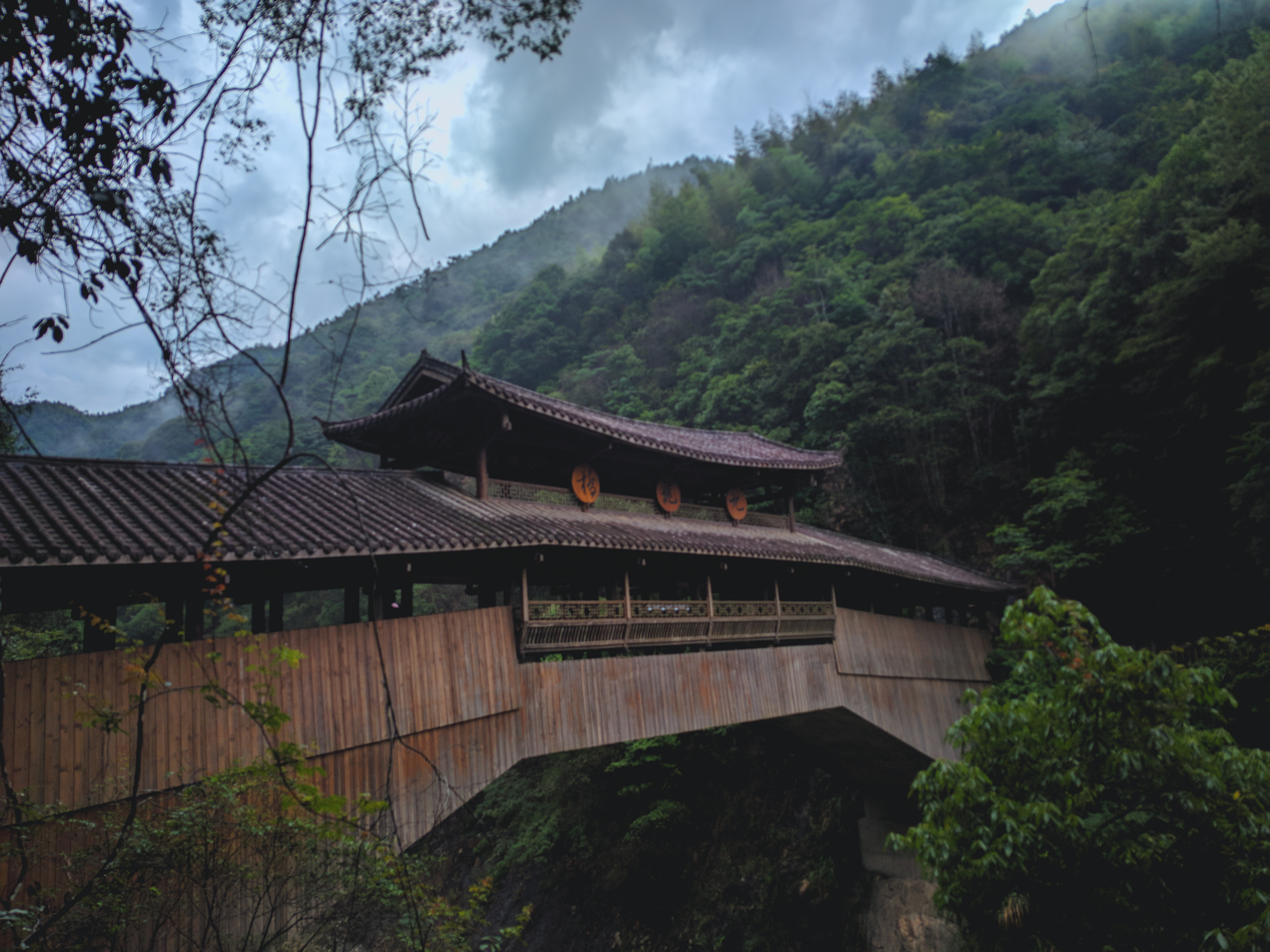
周宁县九龙漈景区内的一座木拱廊桥，周宁县境内有数个同类型桥梁入选了县级文物保护单位。

周宁县文物保护单位是福建省宁德市周宁县境内的县级文物保护单位。周宁县辖境在历史上长期属宁德县，中华民国时期成为周墩特种区，并于1945年升格为县。作为福建省海拔最高的县份，周宁县境内有数十处具有历史意义的文物与遗址。截至2017年1月，周宁县先后公布了4批、63处县级文物保护单位，其中已升格为全国重点文物保护单位的有3处，已升格为福建省文物保护单位的有7处。

## 历史
自1983年至2016年，周宁县人民政府先后公布了四批县级文物保护单位，首批文物保护单位公布于1983年10月23日，最新一批文物保护单位（第四批）公布于2016年12月26日，其中3处现已合并、升格为全国重点文物保护单位（包括并入宝丰银矿遗址子项的张彭八故居），已升格为福建省文物保护单位的有7处（包括并入麻岭巡检司遗址子项的麻岭卷石亭）。这些文物保护单位历史年代最早者可追溯至宋代，最晚则建成于中华民国时期。
| 批次   | 日期           | 县级文物保护单位数量                                            | 参考资料    |
| ------ | -------------- | --------------------------------------------------------------- | ----------- |
| 第一批 | 1983年10月23日 | 7处                                                             | [ 1 ] [ 3 ] |
| 第二批 | 1989年1月1日   | 8处（其中1处后来列为国家级，4处后来列为省级）                   | [ 1 ] [ 3 ] |
| 第三批 | 2012年11月21日 | 22处（其中1处后来列为省级）                                     | [ 3 ] [ 4 ] |
| 第四批 | 2016年12月26日 | 27处（其中2处后来列为国家级，2处后来列为省级，1处与第三批重复） | [ 2 ]       |

## 统计

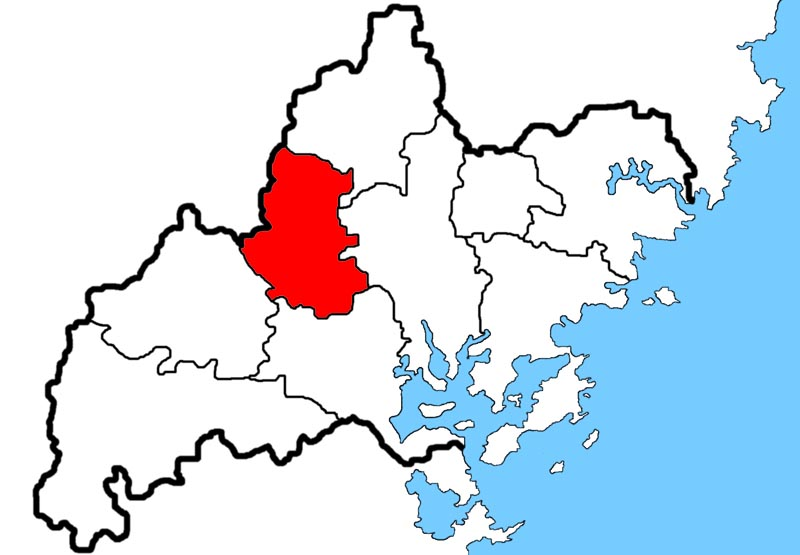
周宁县在宁德市的地理位置

在周宁县历次公布的4批、63处文物保护单位中，有3处已合并升格为全国重点文物保护单位，7处已合并升格为福建省文物保护单位，维持县级文物保护级别的单位有53处。周宁县境内拥有最多文物保护单位的乡镇是咸村镇，境内拥有13处周宁县文物保护单位。本章节统计周宁县境内各乡镇的县级文物保护单位数量，包括升格为国、省级文物保护单位者，统计数据中同时位于多个乡镇的单位（宝丰银矿遗址）只在该文保所在地址写出的首个乡镇计1处，其他乡镇不计；被重复公布的1处文物保护单位（位于李墩镇的际会林公宫）则不重复计入数据。
| 乡级行政单位 | 县级文物保护单位数量 | 县级文物保护单位数量 | 县级文物保护单位数量 | 县级文物保护单位数量 | 县级文物保护单位数量 |
| 乡级行政单位 | 第一批               | 第二批               | 第三批               | 第四批               | 总计                 |
| ------------ | -------------------- | -------------------- | -------------------- | -------------------- | -------------------- |
| 狮城镇       | 1                    | 0                    | 1                    | 1                    | 3                    |
| 咸村镇       | 3                    | 0                    | 5                    | 5                    | 13                   |
| 浦源镇       | 0                    | 3                    | 2                    | 5                    | 10                   |
| 七步镇       | 0                    | 1                    | 1                    | 3                    | 5                    |
| 李墩镇       | 0                    | 0                    | 2                    | 5                    | 7                    |
| 纯池镇       | 0                    | 2                    | 5                    | 2                    | 9                    |
| 泗桥乡       | 1                    | 1                    | 1                    | 1                    | 4                    |
| 礼门乡       | 1                    | 0                    | 2                    | 4                    | 7                    |
| 玛坑乡       | 1                    | 1                    | 3                    | 0                    | 5                    |
| 总计         | 7                    | 8                    | 22                   | 26                   | 63                   |

## 列表
| 图例                         |
| ---------------------------- |
| 已升格为全国重点文物保护单位 |
| 已升格为福建省文物保护单位   |

| 名称                         | 子项                         | 年代       | 地址                                                                                                 | 类别                       | 图片 | 简介 |
| ---------------------------- | ---------------------------- | ---------- | --- | -------------------------- | --- | --- |
|                              |                              |            | |                            | | |
| 第一批（1983年10月23日公布） |                              |            | |                            | | |
| 独立师枪械厂旧址             | 独立师枪械厂旧址             | 土地革命   | 狮城镇前坪村 27°07′29″N 119°22′18″E / 27.12467°N 119.37156°E                                         | 革命遗址纪念建筑物         | | 又名暗垅洞，为一个天然岩洞，1935年—1936年间，中共闽东特委领导下的闽东独立师将枪械厂置于此洞中。洞深7.3米，宽13.3米，高1—4.3米，洞口外则是险峻的断崖。 |
| 方广寺                       | 方广寺                       | 土地革命   | 玛坑乡首章村 27°00′48″N 119°26′41″E / 27.01347°N 119.44473°E                                         | 革命遗址纪念建筑物         | | 始建于元朝惠宗至元五年（1339年），清朝嘉庆十四年（1809年）重建，天王殿又在1959年重建。建筑占地2600平方米，坐北朝南，有山门、天王殿、大雄寶殿、法堂、斋堂、僧舍和客房等结构，天王殿为穿斗式木构架庑殿顶，大雄宝殿则为硬山顶。1934年—1936年间，中国共产党的武装部队闽东独立师常在此活动。 |
| 闽东独立师旧址               | 闽东独立师旧址               | 土地革命   | 咸村镇咸村社区 27°02′19″N 119°11′01″E / 27.03861°N 119.18358°E                                       | 革命遗址纪念建筑物         | | 原建筑蔡氏宗祠是清朝建筑物，占地188平方米，面阔、进深均为三间，穿斗式木构架硬山顶，1934年中共闽东特委率闽东独立师在此活动，师部设在祠堂内，前门照墙上写有“苏维埃政府万岁”标语。1981年当地人对祠堂进行了重修。 |
| 周政屏革命委员会旧址         | 周政屏革命委员会旧址         | 土地革命   | 咸村镇碧岩村 27°02′19″N 119°11′01″E / 27.03861°N 119.18358°E                                         | 革命遗址纪念建筑物         | | 又名碧岩众厅，是清朝建筑物，1988年重修，建筑坐西朝东，占地196平方米，有门楼、天井、廊屋、上厅和下厅等结构，上厅面阔、进深均为三间，穿斗式木构架硬山顶，下厅与门楼则为重檐歇山顶。1936年4月，周政屏县革命委员会在此成立，同年，中共闽东特委曾在此召开“八一会议”。 |
| 滴水岩                       | 滴水岩                       | 明代       | 礼门乡礼门村 27°02′19″N 119°11′01″E / 27.03861°N 119.18358°E                                         | 古建筑                     | | 得名于岩洞上方常年有不断的流水，岩壁为火山质球泡流纹岩，又名显圣岩、显迹岩，在宋代时由仕本村（今属礼门乡）村民发现，将其开辟为拜佛之所，明朝景泰三年（1452年），村民在洞内建造大雄宝殿，历朝经三次重修，整体建筑建于石窟之中，坐北朝南，宽10米，深12.4米，高8.5米，面阔三间，进深五间，穿斗式木构架，平顶，殿内的斗拱分层重叠，形成八角藻井。岩下则有明朝成化七年（1471年）建成的岩麓寺佛殿，1986年、1988年两度焚毁于火灾，此后原址上又重建了僧舍和童生书斋，书斋为木制结构。 |
| 洋中文昌阁                   | 洋中文昌阁                   | 清代       | 咸村镇洋中村 26°56′08″N 119°21′49″E / 26.93560°N 119.36352°E                                         | 古建筑                     | | 始建于清朝同治五年（1866年），前后经历两次重修。建筑占地760平方米，坐北朝南，由门楼、楼阁和内殿等建筑构成，楼阁为三檐八角抬梁台式木砖瓦结构攒尖顶，内殿进深三间、面阔五间，穿斗式木构架歇山顶。2012年作为洋中孙氏古民居群的一部分入选第三批周宁县文物保护单位。 |
| 硋窑瓷窑址                   | 硋窑瓷窑址                   | 宋代       | 泗桥乡硋窑村 27°10′40″N 119°17′16″E / 27.17767°N 119.28771°E                                         | 古遗址                     | | 硋窑开创于宋代，期间断断续续，直至1970年代彻底关闭。遗址面积约4.5平方公里，文化堆积层1—2米，瓷器为景德镇窑系，以青白瓷为主，另有酱釉、黑瓷器等类型，器型有碗、碟、盆、瓶、壶和罐等，多饰以篦划纹，亦有绳纹和鱼草纹。 |
| 第二批（1989年1月1日公布）   |                              |            | |                            | | |
| 灵峰寺                       | 灵峰寺                       | 宋代       | 纯池镇桃坑村 26°58′47″N 119°20′13″E / 26.97981°N 119.33705°E                                         | 古建筑                     | | 始建于北宋淳化元年（990年），明朝弘治十二年（1499年）重建，现存的大雄宝殿又在1954年重建，天王殿、钟楼和鼓楼在1984年新建。大雄宝殿高12.2米，面阔三间、进深四间，穿斗、抬梁混合式土木结构，重檐歇山顶，寺外约200米处有明朝时期所建的姐妹亭、贱仔墓遗址。 |
| 林公忠平王祖殿[国 7][省 6]   | 林公忠平王祖殿[国 7][省 6]   | 明代—清代  | 玛坑乡杉洋村 26°58′52″N 119°27′14″E / 26.98111°N 119.45389°E                                         | 古建筑                     | | 是奉祀闽东地区民间信仰神林公忠平王的信仰起源地，当地信众于明朝正德八年（1513年）筹资建成祖殿，清朝嘉庆十年（1805年）加建太子亭。祖殿坐北朝南，占地2719平方米，面宽47.7米，进深57米，由单孔石桥、门楼、钟楼、鼓楼、正殿和东西配殿组成。东西配殿曾在文化大革命中被毁，又于2007年重建。2005年入选第六批省级文物保护单位，2013年入选第七批全国重点文物保护单位。 |
| 浦源郑氏宗祠[省 7]           | 浦源郑氏宗祠[省 7]           | 清代       | 浦源镇浦源村 27°07′30.23″N 119°17′39.42″E / 27.1250639°N 119.2942833°E                               | 古建筑                     | | 是华东地区少见的保存较为完好的宗祠建筑，始建于南宋嘉定二年，现存建筑建于明朝洪武十八年（1385年），历代历经重修，宗祠坐北朝南，总面积1830.2平方米，建筑占地面积360平方米，呈前窄后宽的船形，为单檐悬山顶穿斗抬梁混合式土木结构，高7米、进深18米、面阔3间，由门楼、大殿、戏台、正厅、后厅、回廊和管理房等组成。2009年入选第七批省级文物保护单位。 |
| 浦源林公宫[省 10]            | 浦源林公宫[省 10]            | 清代       | 浦源镇浦源村 27°07′30″N 119°17′41.5″E / 27.12500°N 119.294861°E                                      | 古建筑                     | | 是浦源镇区供奉林公忠平王的宫庙，始建于清朝嘉庆十七年（1811年），道光十五年（1835年）重修，坐东南向西北，由前坪、戏楼、天井两侧双层厢房、主殿组成，建筑面积265.6平方米。主殿单檐悬山顶，面阔三间，进深六柱，抬梁穿斗混合式构架。主殿设有神龛供奉林公忠平王塑像（自祖殿分灵而来），两侧存道光二十年（1840年）绘制的10幅《西游记》壁画。2020年入选第十批省级文物保护单位。 |
| 孝子坊                       | 孝子坊                       | 1920年     | 浦源镇浦源村 27°07′22″N 119°17′42″E / 27.12290°N 119.29488°E                                         | 古建筑                     | | 建于民国9年（1920年），为褒赞当地人郑大雅替父顶罪的孝子事迹而建，坊坐西朝东，穿斗式石构架，重檐庑殿顶，四柱三门五楼，高7.2米，宽6.5米，深6米，上刻有图样及“孝阙流芳”“孝子”等楷体字样，坊柱用夹柱抱鼓石，柱上刻有对联，地上则铺以四方石板，左侧立有石碑。 |
| 赤岩虹桥                     | 赤岩虹桥                     | 清代       | 泗桥乡赤岩村 27°11′07″N 119°11′06″E / 27.18526°N 119.18488°E                                         | 古建筑                     | | 始建于清朝康熙四十一年（1702年），光绪三十四年（1890年）大修，现存建筑又在1988年由村民募金重修，桥梁现基本完好，为拱形风雨桥，由方石建成，穿斗式木结构，三檐歇山顶，长47米，宽5米，高约30米，桥外原有木构围杆，后改为石构。 |
| 登龙桥[省 6]                 | 登龙桥[省 6]                 | 清代       | 七步镇八蒲村 27°02′48″N 119°22′16″E / 27.04667°N 119.37111°E                                         | 古建筑                     | | 始建年代已无考，历代多次遭大水冲毁，有史可考的首次重建年份为清朝康熙二十六年（1687年），后亦经多次重修，1986年村民又有修饰。桥体为杉木质拱形廊屋桥，南北横跨八浦溪，长38米，宽4.8米，廊屋15开间，桥柱66根，主拱骨架由双层纵向斜平梁与横向连系梁以多边形的形构组合而成，歇山顶，两端建有方石砌成的石阶。2005年入选第六批省级文物保护单位。 |
| 禾溪三仙桥[省 9]             | 禾溪三仙桥[省 9]             | 明代、民国 | 纯池镇禾溪村 27°15′20″N 119°15′53″E / 27.25556°N 119.26472°E                                         | 古建筑                     | | 本名澄明桥，因供祀“杨、柳、倪”三仙而得名，始建于明朝成化三年（1467年），民国6年（1917年）重建廊屋并加宽桥面，拱架保持原样。桥身呈西北—东南走向，长24.27米，净跨18.25米。廊屋通道两侧设木条凳，中亭为重檐歇山顶，两端太子亭为六角重檐攒尖顶；廊屋共有各式藻井7个，藻井彩绘、壁画均绘制于民国9年（1920年）。2018年入选第九批省级文物保护单位。 |
| 第三批（2012年11月21日公布） |                              |            | |                            | | |
| 云门寺                       | 云门寺                       | 唐代—清代  | 咸村镇云门村 26°54′24″N 119°22′18″E / 26.90676°N 119.37154°E                                         | 古建筑                     | | 是周宁县境内始建年代最早的佛教建筑，始建于唐朝咸通二年（861年），历朝历代多次重建，现存的大雄宝殿和僧舍又在清朝道光七年（1827年）重建。大殿建筑坐西朝东，占地900平方米，面阔五间、进深七柱，穿斗式土石木结构硬山顶，僧舍则占地300平方米，穿斗式土木结构。寺院建筑和周围有唐宋时期的建筑构件遗迹。 |
| 詹谦光墓                     | 詹谦光墓                     | 唐代       | 纯池镇三门桥村街洋自然村西北向山脚下 27°13′23″N 119°24′30″E / 27.22316°N 119.40836°E                 | 古墓葬                     | | 是周宁县已知现存建造年代最早的墓葬，始建于唐朝乾符二年（875年），1993年重修。墓葬坐北朝南，东西宽10米，南北长14米，平面呈风字形，祭台前方立有墓志石碑，重修后墓葬加构了清代墓葬形制，原唐代的构件则受到了破坏。 |
| 宋故彭十一娘墓               | 宋故彭十一娘墓               | 宋代       | 咸村镇川中村西北向约500米的蔗丘垄山脚 26°55′26″N 119°22′54″E / 26.92399°N 119.38155°E                | 古墓葬                     | | 始建于南宋建炎三年（1129年），墓葬坐东朝西，东西长8米，南北宽7米，平面呈椭圆形，被中线分为上下两坪，上坪建有长方形的须弥座墓丘，由辉绿岩砌成，墓丘前立有一通墓志铭碑刻，墓坪周围则围以花岗岩铺砌的圆形围壁。 |
| 儒源九一朝奉之墓             | 儒源九一朝奉之墓             | 宋代       | 纯池镇儒源村西北面后门山 27°13′12″N 119°23′58″E / 27.21993°N 119.39945°E                             | 古墓葬                     | | 始建于南宋咸淳元年（1265年），2011年有修缮。墓葬坐西北朝东南，进深10米，面宽7.5米，墓葬的基首、供桌和墓丘均是条石材质，其中部分刻有荷花、缠枝等纹样，墓前立着竖刻有楷书的墓碑。 |
| 上坂村林氏众厅               | 上坂村林氏众厅               | 明代       | 咸村镇上坂村 26°56′13″N 119°22′08″E / 26.93691°N 119.36876°E                                         | 古建筑                     | | 始建于明朝正德十五年（1520年），建筑坐西南朝东北，占地163.5平方米，面阔三间、进深七柱，穿斗、抬梁混合式减中柱土木结构，北门楼原有一对辉绿岩筑造的门墩，廊前有天井。 |
| 端源村水尾民俗建筑群         | 端源奶娘宫                   | 清代       | 浦源镇端源村 27°07′50″N 119°18′29″E / 27.13067°N 119.30800°E                                         | 古建筑                     | | 面积531平方米，有大厅、戏台和天井等结构，大厅面阔三间、进深六柱，穿斗、抬梁混合式减中柱土木结构硬山顶，东侧及两边设有神龛，奉祀奶娘姑和众仙姑；戏台上方饰有绘有彩色图案的八角藻井；天井两侧以厢廊与戏台相连，厢廊中间则加建有钟楼和鼓楼。 |
| 端源村水尾民俗建筑群         | 端源叶氏宗祠                 | 清代       | 浦源镇端源村 27°07′50″N 119°18′29″E / 27.13067°N 119.30800°E                                         | 古建筑                     | 坐落于奶娘宫北侧，面积260平方米，有门楼、天井、过雨廊和大厅等结构，大厅面阔三间、进深六柱，穿斗、抬梁混合式减中柱土木结构硬山顶，西侧设有神龛，奉祀端源村的肇基始祖，两侧则列有木制的神祖牌，其上挂有多块匾额；门楼为穿斗、抬梁式减中柱，单檐两轩，饰以卷棚，祠内有一通端溪石桥碑和两通清朝时期的庆灯会碑。 | |
| 端源村水尾民俗建筑群         | 端源叶氏支祠                 | 清代       | 浦源镇端源村 27°07′50″N 119°18′29″E / 27.13067°N 119.30800°E                                         | 古建筑                     | 支祠的体量和结构与叶氏宗祠基本相同。 | |
| 萌源村水尾民俗建筑群         | 萌源萧氏宗祠                 | 清代       | 浦源镇萌源村 27°08′10″N 119°18′50″E / 27.13605°N 119.31389°E                                         | 古建筑                     | | 始建于明朝永乐九年（1411年），清朝顺治十六年（1659年）在原址重建，光绪十六年（1896年）重修，建筑坐西朝东，占地782.6平方米，宽15.9米，深38.3米，有过厅、寝堂、戏台和厢廊等结构，过厅面阔五间、进深五柱，寝堂面阔三间、进深六柱，内设有神龛，奉祀汉朝名相萧何，萌源肇基始祖丙二公和他的夫人柴氏、胡氏，以及萌源拓居者薛显圣王；戏台上方饰有绘有彩色图案的八角藻井。 |
| 萌源村水尾民俗建筑群         | 萌源林公宫                   | 清代       | 浦源镇萌源村 27°08′10″N 119°18′50″E / 27.13605°N 119.31389°E                                         | 古建筑                     | 坐落于萧氏宗祠北侧，始建于清朝同治九年（1870年），建筑坐西朝东，占地504平方米，有戏台、天井和大殿等结构，戏台上方饰有绘有彩色图案的八角藻井，天井两侧建有双层厢廊，大殿为穿斗式土木结构悬山顶式建筑，面阔三间、进深六柱，西侧设有奉祀林公忠平王的神龛，其上悬挂同治八年（1869年）的“泽布寰宇”匾额。         | |
| 萌源村水尾民俗建筑群         | 萌源陈圣母庙                 | 清代       | 浦源镇萌源村 27°08′10″N 119°18′50″E / 27.13605°N 119.31389°E                                         | 古建筑                     | 坐落于林公宫北侧，始建于清朝道光年间，建筑坐西朝东，占地461平方米，有戏台、天井和大殿等结构，戏台上方饰有绘有彩色图案的八角藻井，天井两侧建有双层厢廊，大殿为穿斗式土木结构，三重歇山顶，面阔三间、进深六柱，西侧设有奉祀陈圣母的神龛，南北则置有三十六宫婆神和四十八殿婆姐的泥塑。                         | |
| 玛坑汤氏宗祠                 | 玛坑汤氏宗祠                 | 清代       | 玛坑乡玛坑村 26°59′03″N 119°25′46″E / 26.98428°N 119.42931°E                                         | 古建筑                     | | 始建于明朝洪武四年（1371年），清朝乾隆五十年（1785年）重建，建筑坐东朝西，面积483.7平方米，面阔11.6米、进深41.7米，前后分前厅、中厅和太祖庭三进，前厅为穿斗、抬梁混合式减中柱，砖木结构硬山顶，面阔三间、进深七柱；中厅为穿斗、抬梁混合式减中柱、金柱，太祖庭亦为穿斗、抬梁混合式减中柱，面阔三间、进深四柱，东南北三侧设有奉祀汤氏先祖的神龛，祠前则立有两通乾隆年间的建祠碑记。                                                                                             |
| 杉洋詹氏宗祠                 | 杉洋詹氏宗祠                 | 清代       | 玛坑乡杉洋村 26°58′59″N 119°27′24″E / 26.98315°N 119.45677°E                                         | 古建筑                     | | 始建年代未知，清朝年间重建，建筑坐西朝东，面积764.5平方米，有门牌楼、前院坪、照壁、戏楼、天井、大厅和厢房等结构，大厅为穿斗、抬梁混合式减中柱、金柱，面阔五间、进深六柱，砖木结构硬山顶，祠内存有石雕、木刻和泥塑等艺术品。 |
| 洋中孙氏古民居群             | 洋中孙氏古民居群             | 清代       | 咸村镇洋中村 26°56′08″N 119°21′49″E / 26.93560°N 119.36352°E                                         | 古建筑                     | | 始建于清朝嘉庆年间，由孙氏宗祠，长安路58号、59号祖厝，长安路52号、54号、55号、58号和59号里厝，里厝西侧的莱园和文昌阁，长安路4巷6号孙氏书院和长安路4巷10号孙氏大厝组成。总占地1.4万平方米，建筑面积8700平方米，部分建筑在中华民国时期由孙正嘉后裔构建。建筑内保存有彩绘、石雕、木刻和泥塑等艺术品。 |
| 龙溪林公宫                   | 龙溪林公宫                   | 清代       | 七步镇龙溪村 27°04′53″N 119°22′54″E / 27.08131°N 119.38164°E                                         | 古建筑                     | | 是当地奉祀林公忠平王的宫庙，始建年份未知，清朝年间重建，建筑坐南朝北，面积414平方米，有大厅、戏楼和天井等结构，大厅面阔五间、进深六柱，穿斗、抬梁混合式土木结构悬山顶，厅内有祀奉林公忠平王、奶娘姑、土地公、黄三公和齐天大圣的神龛，天井则与戏台以两侧双层厢廊连接。 |
| 东山林公宫                   | 东山林公宫                   | 清代       | 李墩镇东山村 27°03′08″N 119°17′37″E / 27.05227°N 119.29363°E                                         | 古建筑                     | | 是当地奉祀林公忠平王的宫庙，始建于清朝嘉庆二十二年（1817年），建筑坐东北朝西南，面积153平方米，有大厅、戏台和天井等结构，大厅面阔三间、进深五柱，穿斗、抬梁混合式土木结构歇山顶，厅内有祀奉林公忠平王的神龛，天井则与戏台以两侧过雨廊连接，正门上悬挂有宫庙建成当年所写的匾额。 |
| 际会林公宫                   | 际会林公宫                   | 清代       | 李墩镇际会村 27°00′59″N 119°15′16″E / 27.01649°N 119.25445°E                                         | 古建筑                     | | 是当地奉祀林公忠平王的宫庙，始建于清朝早期，中华民国时期及中华人民共和国初期被用作村小学办学点，后重新奉祀林公忠平王，建筑坐东南朝西北，面积366.4平方米，有大殿、戏台、厢房和天井等结构，大殿面阔三间、进深五柱，穿斗、抬梁混合式减中柱土木结构悬山顶，戏台上方饰有绘有彩色图案的斗拱藻井，厢房的二层隔板上原绘有彩绘，现已大部分脱落。 |
| 安后村林公宫                 | 安后村林公宫                 | 清代       | 狮城镇安后村 27°06′44″N 119°18′28″E / 27.11210°N 119.30791°E                                         | 古建筑                     | | 是奉祀林公忠平王的宫庙，始建于清朝嘉庆二十三年（1818年），其后多次重修，2010年村民募资大修并加构前宇坪，建筑坐东朝西，面积300平方米，有大厅、戏台和天井等结构，大厅面阔三间、进深六柱，穿斗、抬梁混合式减中柱砖木结构悬山顶，建筑东侧有祀奉林公忠平王的神龛，天井则与戏台以两侧双层厢廊连接。 |
| 川中文昌阁                   | 川中文昌阁                   | 清代       | 咸村镇川中村 26°55′26″N 119°22′54″E / 26.92399°N 119.38155°E                                         | 古建筑                     | | 始建于清朝道光二十二年（1843年），1998年重修，建筑坐东南朝西北，面积260平方米，有文昌阁、天井、厢廊和大厅等结构，大厅面阔五间、进深六柱，穿斗、抬梁混合式减中柱硬山顶，厅内祀奉孔子，文昌阁则为双层双檐四坡歇山顶，檐下则有多层斗拱。 |
| 禾溪民国小学[省 9]           | 禾溪民国小学[省 9]           | 民国       | 纯池镇禾溪村 27°15′19″N 119°15′55″E / 27.25528°N 119.26528°E                                         | 近现代重要史迹及代表性建筑 | | 是福建省依靠民间力量建造且保护最为完整的乡村学校之一，建于民国30年（1941年），由时任纯池乡长许赞堂参照当时时髦的西洋建筑风格建成。校外围夯筑土墙，占地1855平方米，建筑坐西向东，均砖砌卷拱门、百叶窗、四坡屋顶。由前操场、“凹”字形单层教室、礼堂、后操场构成。第一进教室面阔五间，明间为过道；第二进面阔七间，一层明间、次间为礼堂，梢间为教室，二层为教师办公室及师生宿舍等。2018年入选第九批省级文物保护单位。                                                              |
| 后垄桥                       | 后垄桥                       | 清代       | 礼门乡后垄村 26°57′48″N 119°13′04″E / 26.96332°N 119.21764°E                                         | 古建筑                     | | 始建年代未知，清朝康熙年间重修，咸丰十一年（1861年）重建，民国10年（1921年）为阻止来自屏南的“乌线会”进入礼门而烧毁，1964年再度重建，2008年再度重修。桥为木制拱形廊桥，东西走向，长34.3米，宽4.7米，高4米，距离水面高19米，拱跨度30米，廊屋为十三间五十四柱，廊屋为四坡歇山顶，抬梁式木构架。 |
| 七仙桥                       | 七仙桥                       | 民国       | 纯池镇桃坑村 27°16′24″N 119°16′35″E / 27.27336°N 119.27639°E                                         | 近现代重要史迹及代表性建筑 | | 始建于清朝年间，民国23年（1934年）重建，桥为木制单拱廊桥，东南—西北走向，长34米，宽5米，拱跨度16.1米，廊屋为六间三十柱，内有奉祀观音的神龛，中间为三层歇山顶，顶棚饰以绘有彩色图案的藻井。 |
| 竹岭桥                       | 竹岭桥                       | 民国       | 泗桥乡周墩村竹岭自然村 27°11′16″N 119°13′15″E / 27.18784°N 119.22095°E                               | 近现代重要史迹及代表性建筑 | | 始建年代未知，民国4年（1915年）重建，1968年重修，桥为木制单拱廊桥，东西走向，长36米，宽5米，高4.5米，拱跨度26.7米，廊屋为十一间四十四柱，内有奉祀观音的神龛，穿斗式木构架歇山顶，两侧有木条凳，廊屋檐下游挡板。 |
| 长峰桥                       | 长峰桥                       | 清代       | 玛坑乡长峰村 26°58′03″N 119°13′15″E / 26.96741°N 119.22095°E                                         | 古建筑                     | | 始建于清朝乾隆三十三年（1768年），道光十二年（1832年）、民国23年（1934年）、2008年数次重修，桥为木制单拱廊桥，南北走向，长22.1米，宽4.7米，距水面高6.87米，拱跨度15米，两端为鵝卵石砌成的桥墩，廊屋为九间四十柱，东北侧有奉祀真武大帝的神龛，中间为穿斗、抬梁混合式木构架歇山顶，两端为2009年自土墙改建而来的砖墙，南侧立有一通道光十八年（1838年）的石碑。 |
| 前溪桥                       | 前溪桥                       | 清代       | 纯池镇前溪村 27°15′14″N 119°14′03″E / 27.25393°N 119.23413°E                                         | 古建筑                     | | 始建于明朝成化三年（1467年），清朝康熙五十八年（1719年）、嘉庆十三年（1808年）及2005年重修，桥为木制单拱廊桥，南北走向，长20.9米，宽4.7米，高3.77米，拱跨度14.3米，距水面高5.28米，廊屋为九间四十柱，中间隆起，建有桥亭，东侧有奉祀观音的神龛，穿斗、抬梁混合式歇山顶，檐下建有挡板。 |
| 楼下桥                       | 楼下桥                       | 清代       | 礼门乡秋楼村楼下岗自然村 27°02′44″N 119°09′02″E / 27.04545°N 119.15069°E                             | 古建筑                     | | 始建年代未知，清朝宣统三年（1911年）重建，桥为木制单拱廊桥，东西走向，长22.6米，宽4.14米，高3.9米，距水面高12.4米，拱跨度18米，廊屋为九间四十柱，北侧有奉祀观音、真武大帝和普安大帝的神龛，两边有木条凳，抬梁式木构架歇山顶，梁上有“木匠秀坑村正绳张学昶”字样。2003年12月，宁德市人民政府将其纳入木拱廊桥的保护名录。 |
| 第四批（2016年12月26日公布） |                              |            | |                            | | |
| 麻岭巡检司遗址[省 9]         | 麻岭巡检司遗址[省 9]         | 元代、明代 | 浦源镇溪坪村麻岭自然村 27°08′17.5″N 119°16′01″E / 27.138194°N 119.26694°E                            | 古遗址                     | | 是周宁县境内的首个由朝廷设置的机构，现存遗址分别是位于天池塘西北侧的元代巡检司遗址和东南侧的明代巡检司遗址。西侧遗址建于元朝至元十八年（1281年），坐北朝南，前后两间，占地面积190平方米。东侧遗址建于明朝嘉靖三十五年（1556年），坐西朝东，平面呈“品”字型，占地面积450平方米。两处巡检司遗址均存石砌墙体，原建筑平面布局保存完整。附属文物有麻岭古道和道上古亭。2018年入选第九批省级文物保护单位。                                                                            |
| 麻岭卷石亭[省 9]             | 麻岭卷石亭[省 9]             | 清代       | 浦源镇浦源村通往泗桥村的古道上                                                                       | 古建筑                     | | 始建于清朝雍正八年（1730年）七月，由上洋村民张贡十（又名张玉政）独家出资建造。亭形状如石拱桥，以涵洞为亭，石拱净跨3.55米，高2.8米，宽4.2米，卷拱及两侧用青条石砌体，亭上树木茂密。2018年成为升格为省级文保的巡检司遗址的附属文物。 |
| 宝丰银矿[国 8][省 9]         | 宝丰银矿[国 8][省 9]         | 宋代—明代  | 李墩镇芹溪村和浦源镇围城底村、官司村、里源村、上洋村 27°06′37″N 119°11′59″E / 27.11028°N 119.19972°E | 古遗址                     | | 是北宋至明朝时期的官办银矿矿业遗址，开设于北宋元祐年间，是宋朝时期全国最大的白银矿区之一，后因矿脉枯竭，官方最终于明朝正德年间彻底停采，而民间的零星开采一直持续到2015年。银矿遗址分布范围达40多平方公里，遗存的矿硐多达220多口，另有40多处冶炼遗址及矿工生活区遗迹、25处摩崖石刻、1通隆庆年间的碑刻，以及附属保护单位祭祀台遗址、宝丰公馆遗址和矿主张彭八故居。2018年入选第九批省级文物保护单位，翌年升格为全国重点文物保护单位。                                            |
| 桃园奶娘宫                   | 桃园奶娘宫                   | 清代       | 纯池镇桃园村 27°17′08″N 119°17′07″E / 27.28564°N 119.28541°E                                         | 古建筑                     | | 始建于清朝乾隆十六年（1751年）。坐西向东，通面阔13.35米，通进深15.4米，建筑占地面积205平方米，平面呈回字形，大厅面阔五间13.35米，进深七柱10.64米，高5.8米，穿斗抬梁式减中柱土木结构歇山顶。厅前天井两侧有厢廊接门楼，神龛和地面于2008年铺设石板材外其余建筑保存原样。 |
| 梧柏洋崇福宫                 | 梧柏洋崇福宫                 | 清代       | 七步镇梧柏洋村 27°00′54″N 119°22′17″E / 27.01492°N 119.37146°E                                       | 古建筑                     | | 始建于清朝咸丰二年（1852年），2009年重修，并在宫两侧新建砖混结构生活用房两层、石亭两座。建筑坐西向东，占地面积156.7平方米，由门楼、天井、大厅组成。大厅面阔三间9.7米，进深五柱7.4米，高8米，正西面设神龛祀奶娘姑。两侧配祀众仙姑。顶棚有彩绘八角藻井。厅前两侧有过雨廊接门楼，大厅与门楼均为穿斗抬梁式减中柱歇山顶。 |
| 张彭八旧居[国 8]             | 张彭八旧居[国 8]             | 明代       | 浦源镇上洋村                                                                                         | 古建筑                     | | 是明朝成化年间生人张彭八的旧居所，他于嘉靖三十年（1551年）获得朝廷批准在官司村一带围城采矿，建筑始建于嘉靖年间，坐北向南，面积约1800平方米，由门房、前院、厅堂、房舍组成。1951年土改时被没收，分配给村民使用，现仅留有厅堂，门房为集体所有，保存较为完整。厅堂面阔三间8.6米，进深六柱10.3米，高5.78米，穿斗抬梁式悬山顶。厅堂用材硕大，刻工精致，南北两侧有用规整石精砌的天井，东西两侧为民居。2019年成为全国重点文物保护单位宝丰银矿遗址的附属文物。                         |
| 川中众厅                     | 川中众厅                     | 清代       | 咸村镇川中村 26°55′30″N 119°23′04″E / 26.92503°N 119.38446°E                                         | 古建筑                     | | 始建于清朝顺治年间，乾隆十一年（1746年）毁于火灾，同时烧毁民房16座，乾隆十三年（1748）重建，民国三十六年（1947年）、2001年重修，坐北向南，建筑面积416平方米。由戏台、天井、大厅组成，天井两侧有双层厢廊与戏台相连，大厅面阔四间12.47米，进深七柱14.87米，穿斗抬梁式减金柱，硬山顶砖木结构，二层厢廊栏板饰有木刻彩绘《二十四孝》图。众厅前有众坪、鱼池、凉厅、门楼。 |
| 川中汤氏宗祠                 | 川中汤氏宗祠                 | 清代       | 咸村镇川中村 26°55′26″N 119°23′01″E / 26.92394°N 119.38357°E                                         | 古建筑                     | | 始建于清朝顺治年间，嘉庆五年（1800年）重建，道光四年（1824年）、民国三年（1914年）、2000年多次重修，建筑坐东向西，建筑面积362.4平方米，由戏楼、天井、大厅组成。天井两侧有双层厢廊于戏台相连，二层厢廊栏壁有“二十四孝”故事浮雕。大厅面阔五间14.5米，进深六柱13.6米，高9.7米，穿斗抬梁式减中柱砖木结构，硬山顶。宗祠前有众坪，设旗杆石两对，刻有“丙申科进士汤长源道光二十二年款”字样。门楼两侧有厨房、老人活动室。                                                              |
| 东山众厅                     | 东山众厅                     | 明代       | 李墩镇东山村 27°03′08″N 119°17′37″E / 27.05227°N 119.29363°E                                         | 古建筑                     | | 始建于明朝，具体时间不详。众厅面阔三间10.4米，进深八柱11.3米，高7.5米，穿斗抬梁式减中柱木结构，悬山顶。内设神龛祀通天圣母。前有檐廊宽2米，廊前空地铺灰绿岩规整石条甬道，两侧铺设鵝卵石。原有木构戏台可拆、架。 |
| 常源众厅                     | 常源众厅                     | 清代       | 礼门乡常源村 27°04′05″N 119°08′25″E / 27.06806°N 119.14028°E                                         | 古建筑                     | | 始建于清朝乾隆四十三年（1778年），分为上厅和下厅。下厅面阔三间8.72米，进深六柱11.4米，高8.72米。上众厅面阔三间7.51米，进深六柱12米，高8.9米。上下众厅建筑风格基本相同，均为穿斗抬梁式减中柱，悬山顶木构架。 |
| 芹源众厅                     | 芹源众厅                     | 清代       | 礼门乡芹源村 27°04′08″N 119°11′08″E / 27.06889°N 119.18556°E                                         | 古建筑                     | | 始建于清朝康熙五十年（1711年），咸丰六年（1856年）重修，2009年增建八角藻井。众厅坐南朝北，高8米，面阔三间8.9米，进深七柱9.5米，穿斗抬梁式减中柱、金柱。建筑用材硕大，柱、梁、檩、枋截面均为圆形，保存完整。 |
| 仕本众厅                     | 仕本众厅                     | 明代       | 礼门乡仕本村内 27°02′00″N 119°13′20″E / 27.03320°N 119.22228°E                                       | 古建筑                     | | 因选用水松木建造故又名水松厅，始建于明代，具体时间未知。建筑坐北向南，面阔三间9.8米，进深七柱11米，为穿斗式木构件悬山顶，前后出檐1.2米，左右达1.4米，厅内的柱、梁、枋、檩均用巨大水松木建造，斗拱、雀替、花座、锯花上有较为精美的雕刻。 |
| 中共闽东特委宁屏古办事处旧址 | 中共闽东特委宁屏古办事处旧址 | 民国       | 七步镇梧柏洋村 27°00′50″N 119°22′12″E / 27.01379°N 119.36993°E                                       | 近现代重要史迹             | | 是1933年至1935年间中共闽东特委和闽东苏维埃政府安德县委在梧柏洋村的活动遗迹，现存有炉里安德县委南区革命委员会办公旧址（已被国军烧毁）、面山红军洞、秘密寮和梧柏洋咸坑苏维埃政府安德县委南区区委和中共闽东特委宁屏古办事处旧址等。 |
| 桃源观                       | 桃源观                       | 民国       | 咸村镇洋中村 26°56′08″N 119°21′49″E / 26.93560°N 119.36352°E                                         | 古建筑                     | | 始建于清朝道光年间，民国三年（1913年）重建，坐南向北，面阔三间19米，进深五柱11.9米，高13米，穿斗抬梁式减金柱硬山顶。由门楼、天井、大厅组成，建筑面积381.5平方米。道观内祀老子、三清等神，保存有六通捐资建造石碑。 |
| 萌源兴福庵                   | 萌源兴福庵                   | 清代       | 浦源镇萌源村 27°08′10″N 119°18′50″E / 27.13605°N 119.31389°E                                         | 古建筑及革命遗址           | | 始建于明朝宣德四年（1429年），清朝嘉庆十一年（1806年）重建，光绪三年（1877年）增建僧舍。建筑占地面积1200平方米，坐北向南，由大殿、僧舍等组成。原大殿面阔三间，进深四柱，穿斗式木构架歇山顶。民国23年（1934年）12月，中国工农红军闽东独立师第十一支队在此活动。除门楼外，其余建筑已于1998年前后被拆除，现有的大殿两座及僧舍都是在原址上重建的。庵内遗存有明清时期的建筑石构件。                                                                                                |
| 碧水岩宝林禅寺               | 碧水岩宝林禅寺               | 清代       | 李墩镇楼坪村北洋自然村 27°05′05″N 119°09′53″E / 27.08475°N 119.16459°E                               | 石窟寺                     | | 始建于明朝成化十八年（1482年），清朝顺治年间重建，光绪三年（1877年）再建。主体建筑为大雄寶殿，面宽三间，进深三间，东侧设有观音堂，西侧生活用房，禅寺位于巨大岩石下方凹陷处，建筑总面积970平方米，为悬山顶、穿斗式结构，房顶为木板盖顶，无瓦片。宝林寺山门为悬山顶，土木结构，坐西向东，已损毁严重。 |
| 坂头登贤桥                   | 坂头登贤桥                   | 清代       | 狮城镇坂头村 27°07′19″N 119°18′59″E / 27.12185°N 119.31635°E                                         | 古建筑                     | | 架于东洋溪上游，建于清朝嘉庆十八年（1813年），光绪年间因洪水冲垮重修两次，桥梁8墩9孔，南北走向，桥宽1.3米、长33米、高2.3米，桥面由35根宽0.33米、厚0.19米、长3.7米的条石架铺而成，横梁1.3米长石条18根，入水16根。桥西面道路旁立有石碑三通，一通记录建桥当年集资建造的情况，另两通记录光绪年间重修集资的情况。 |
| 端源石梁桥                   | 端源石梁桥                   | 清代       | 浦源镇端源村 27°07′50″N 119°18′29″E / 27.13067°N 119.30800°E                                         | 古建筑                     | | 跨于东洋溪上游，建于清朝光绪六年（1880年），由端源村民叶春锋、叶名著为首，叶氏族人集资建造。桥为十墩十一孔，南北走向。桥宽1.5米，长42米，桥高2.3米，桥面由36个根宽0.35米，厚0.28米，长3.5米的石板条架成，横梁长1.5米共24根，入水石柱20根。该村宗祠内珍藏有记录建桥的端溪桥石碑一通，记载建桥捐资情况等，“文革”时期村民在该碑上复刻毛主席语录。 |
| 上坂永安桥                   | 上坂永安桥                   | 清代       | 咸村镇上坂村 26°56′13″N 119°22′08″E / 26.93691°N 119.36876°E                                         | 古建筑                     | | 始建于清朝光绪年间，历代历经重修，是一座石板平梁桥，东北—西南走向，全长53.2米，设11孔，每孔净跨4—5米，宽1.35米，高3米。石台为条块石干砌，石柱埋设在人工基础上，每墩用2根长宽30厘米的石柱，上有60厘米×60厘米×150厘米帽石，帽石两侧凿槽以搁置石梁，为保护石柱墩免受漂流物冲击，在石墩上游2米处设护柱一根，俗称“石将军”。局部曾遭水毁，其中有三孔于1985年改用钢筋混凝土梁。 |
| 石墩桥                       | 石墩桥                       | 清代       | 礼门乡常源村 26°58′44″N 119°15′16″E / 26.97895°N 119.25458°E                                         | 古建筑                     | | 又名高墩桥、石竹坑桥，以溪间巨石为墩而得名，始建于清朝雍正年间，1989年重修。西南—东北走向，跨于吾东溪上，为一墩两孔木平梁廊屋桥，长27.7米，宽4.26米。桥屋11间，用柱48根，穿斗式木构架悬山顶，廊屋高3.5米，长29.3米。 |
| 魏敬中故居                   | 魏敬中故居                   | 清代       | 咸村镇樟源村 26°58′01″N 119°21′36″E / 26.96700°N 119.35987°E                                         | 古建筑                     | | 是清朝道光年间的翰林院編修魏敬中出生、成长、学习的地方，也是他担任《福建通志》总纂后多次回乡生活工作的地方，始建于清朝乾隆年间，深16.22米，宽19.66米，木质砖瓦结构。 |
| 三门桥及桥南厝               | 三门桥及桥南厝               | 民国       | 纯池镇三门桥村 27°13′23″N 119°24′30″E / 27.22316°N 119.40836°E                                       | 近现代重要史迹             | | 三门桥原是木拱廊屋桥，南北横跨溪流，1950年毁坏，尔后在原址重建了一座石拱桥。桥南的房屋是当时三门桥村仅有的三十多处民居。民国23年（1934年）8月24日，由粟裕、寻淮洲和乐少华等人率领的中国工农红军第七军团（简称红七军团）约三千人北上，路经三门桥村并在该村过夜，全村所有的民房、宫庙全部腾出，供红七军官兵入住，粟裕住在三门桥南侧一座占地面积约30平方米，高三层的民居内，其警卫队住在三门廊屋桥内。                                                                           |
| 白银古道                     | 白银古道                     | 宋代       | 李墩镇楼坪村 27°06′01″N 119°10′51″E / 27.10016°N 119.18083°E                                         | 古建筑                     | | 是楼坪村通行至洞宫村的古道，东南至楼坪村口，西北至宁德县、政和县界碑点，境内全长20华里，最初因开采宝丰银场而开辟。古道成形于北宋元祐年间，明清时期铺设石质路面、台阶，清朝时期在古道间每隔5里建古亭，共4座，另有关防、滚石防各一处。 |
| 楼坪古民居群                 | 楼坪古民居群                 | 清代       | 李墩镇楼坪村 27°05′58″N 119°10′52″E / 27.09933°N 119.18122°E                                         | 古建筑                     | | 是1949年前当地村民兴建的具有地方特色的古民居，楼坪村因附近芹溪村宝丰银矿的开采而兴盛。在开矿之时，有张姓的矿工迁居到楼坪村以采摘岩茹为业，并以此发家致富，兴建于这一时期的民居较为精致，现仍较好地保存有28栋，且集中连片分布，整体风貌保持完整。 |
| 后洋铝坑遗址                 | 后洋铝坑遗址                 | 宋代       | 七步镇后洋村 27°02′59″N 119°21′00″E / 27.04972°N 119.35000°E                                         | 古遗址                     | | 开采于北宋淳熙年间，位于后洋村漈下圆潭下游约200米处的山涧两侧，已发现古矿洞四口和冶炼遗址两处及生活区等遗迹。 |
| 洋尾弄关公庙                 | 洋尾弄关公庙                 | 民国       | 泗桥乡洋尾弄村 27°11′34″N 119°10′42″E / 27.19276°N 119.17830°E                                       | 古建筑                     | | 始建于清朝康熙五年（1666年），民国10年（1921年）重建，坐东南向西北，建筑面积136平方米，由门楼、天井、厢廊、大厅组成。大厅面阔三间7.7米，进深六柱9.1米，高5.4米，穿斗抬梁式减中柱，悬山顶土木结构。主祀关公，配祀观音、二郎神。建庙用材、工艺较为一般。庙内有康熙五年落款的石碑。 |